# Randolphova letecká základna
Randolphova letecká základna (anglicky Randolph Air Force Base; kód IATA je RND, kód ICAO KRND, kód FAA LID RND) je vojenská letecká základna letectva Spojených států amerických nacházející se 23,8 kilometrů severovýchodně od města San Antonio ve státě Texas. Je domovskou základnou 902. skupiny operační podpory (902d Mission Support Group), která spadá pod Letecké výukové a tréninkové velitelství (Air Education and Training Command; AETC) a dále 12. cvičného křídla (12th Flying Training Wing; 12 FTW), které je vybaveno cvičnými letouny Beechcraft T-6 Texan II a Raytheon T-1 Jayhawk.
V současnosti je základna Randolph součástí Sdružené základny San Antonio (Joint Base San Antonio), která vznikla dne 1. října 2010. Ta byla vytvořena sloučením americké armádní základny Fort Sam Houston, letecké základny Lackland a právě letecké základny Randolph.